# 陈云敏
陈云敏（1962年2月—），男，浙江温岭人，中国土木工程专家，长期从事软弱土的静动力特性及处理技术和环境土工研究。现任浙江大学建筑工程学院教授、博士生导师、常务副院长，浙江大学长江学者特聘教授，浙江大学工学部主任。

## 生平
1979年至1989年先后获浙江大学建筑结构学士学位、结构工程硕士学位和岩土工程博士学位。1993年至1995年在荷兰Institute of Foundation Verification从事博士后研究。

## 奖项和荣誉
2004年获得国家杰出青年科学基金。2005年当选浙江省特级专家。2015年12月当选中国科学院技术科学部院士。

## 社会兼职
中国地震学会副理事长。

## 头衔
- 国家重大基础研究（973）项目首席科学家
- 国家重点学科浙江大学岩土工程研究所所长
- 软弱土与环境土工教育部重点实验室主任